# Kasteel de Goede Hoop

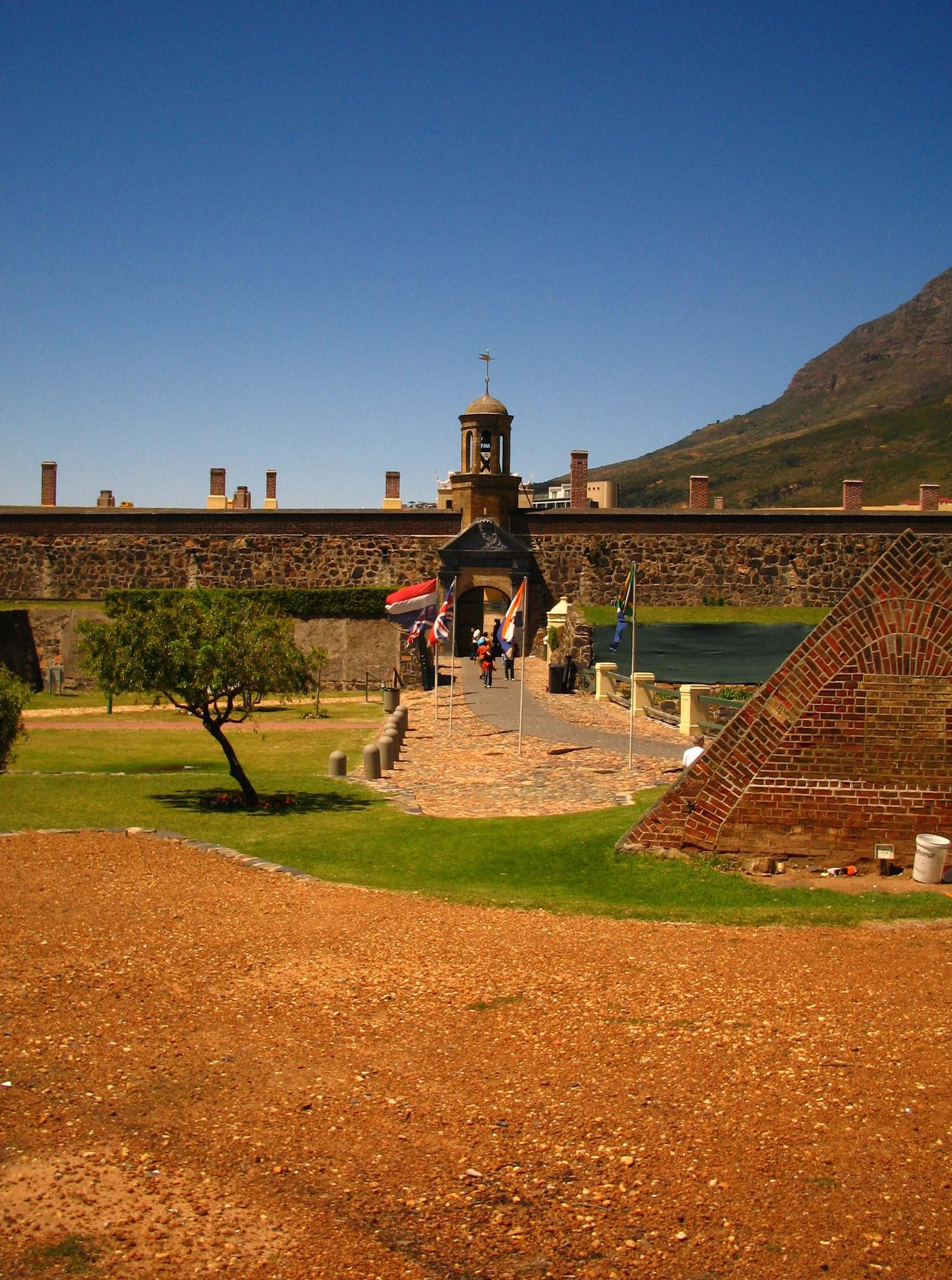
Hoofdingang van het Kasteel gezien vanuit het ravelijn er tegenover, 2007

Het Kasteel de Goede Hoop is een fort in de Zuid-Afrikaanse stad Kaapstad. Het werd tussen 1664 en 1679 in opdracht van de VOC gebouwd en is daarmee, na Rustenburg (1658), het oudste nog bestaande Europese bouwwerk in Zuid-Afrika.
Jan van Riebeeck liet kort na de stichting van het verversingsstation bij Kaap de Goede Hoop in 1652, op de plaats van de huidige Parade, van klei en hout, een klein vierpuntig fort bouwen. Dit fort was echter slecht bestand tegen de regenachtige Kaapse winters. Bovendien hing in 1664 een nieuwe Engels-Nederlandse Oorlog in de lucht, waardoor men een Britse aanval op de Kaap vreesde. Gedurende datzelfde jaar werd Van Riebeeks opvolger Zacharius Wagenaer, door commissaris IJsbrand Godske dan ook bevolen om een vijfpuntig fort van steen te bouwen. Door de plaatsing van een bastion op elk van de vijf hoeken van dit nieuw fort, konden belegeraars die een bres in de courtine ervan zouden proberen te slaan, van twee kanten belaagd worden. Dit type fort werd in de zestiende eeuw in Italië ontwikkeld en was zo succesvol dat de Nederlanders het niet alleen ter verdediging van haar steden gebruikten (bijvoorbeeld Heusden en Naarden), maar dus ook voor bijna al haar forten van haar koloniale nederzettingen in Amerika, Afrika en Azië.

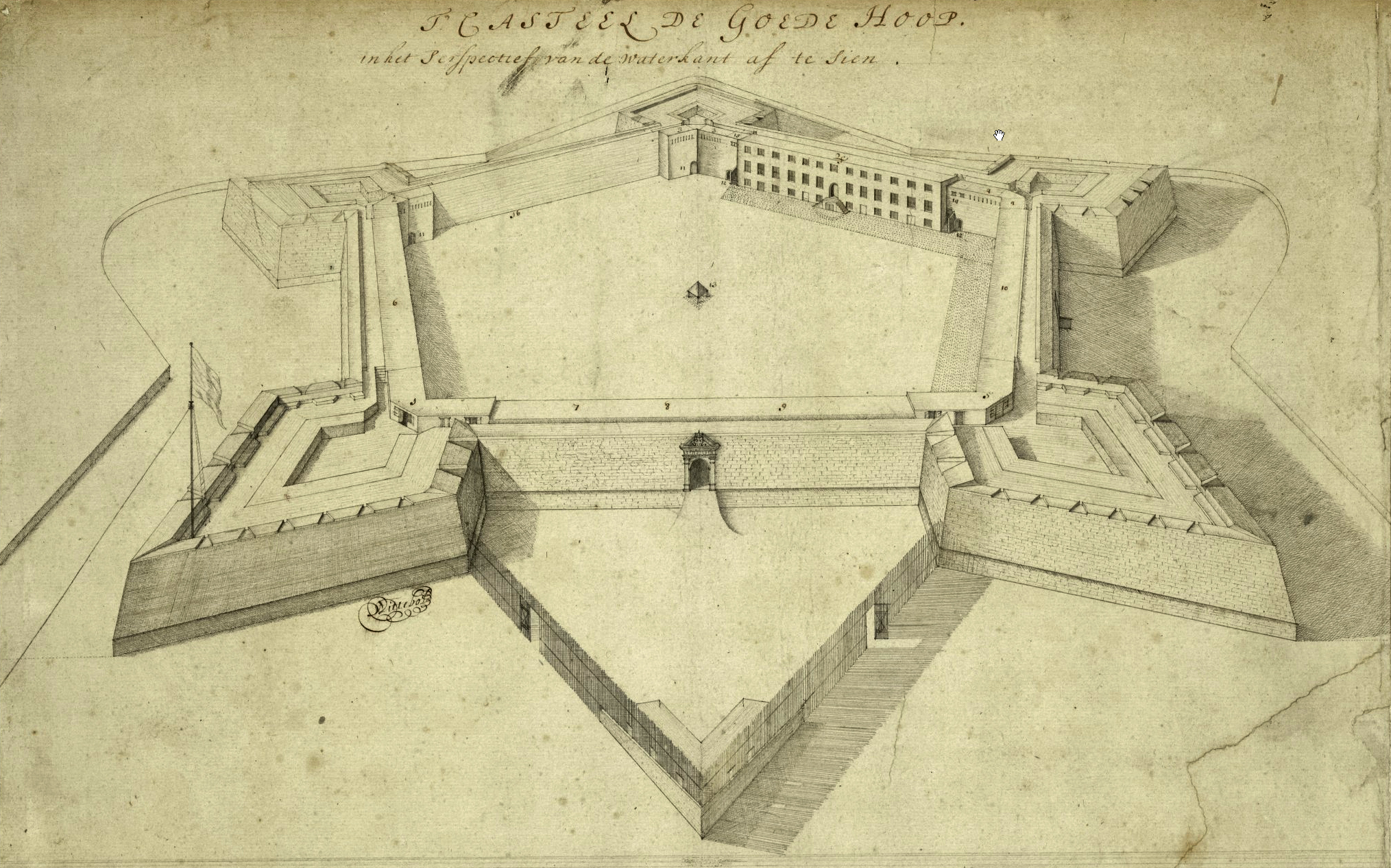
't Casteel de Goede Hoop, Isaak de Graaf 1674. Nationaal Archief Den Haag

In 1664 werd aan ingenieur Pieter Dombaer opdracht gegeven met de aanleg te beginnen op een stuk grond ten oosten van het fort van Van Riebeek. De eerste steen is gelegd op 2 januari 1666. Het kasteel is naar een ontwerp van Pierius Cool, en uitgevoerd door landmeter Hendrik Lucas. De bouw verliep zeer onregelmatig, omdat bouwmaterialen als baksteen en hout vanuit Nederland ingevoerd moesten worden. In 1674 betrok het VOC-garnizoen het nieuwe fort, waarna het oude fort, op de gouverneurswoning na, afgebroken werd. In 1679 werd het nieuwe fort voltooid en op 26 april 1679 zijn de vijf driehoekige bastions vernoemd naar de hoofdtitels van de prins van Oranje. Het westelijke bastion is Leerdam genoemd; kloksgewijs gevolgd door Buren, Catzenellenbogen, Nassau en Oranje. In 1680 nam gouverneur Simon van der Stel zijn intrek in het fort. De lokale bevolking, de Khoikhoi, konden echter weinig van dit fort maken, en noemden het, volgens kolonel Robert Jacob Gordon, dan ook Kui keip, wat stenen kraal of veeomheining betekent.

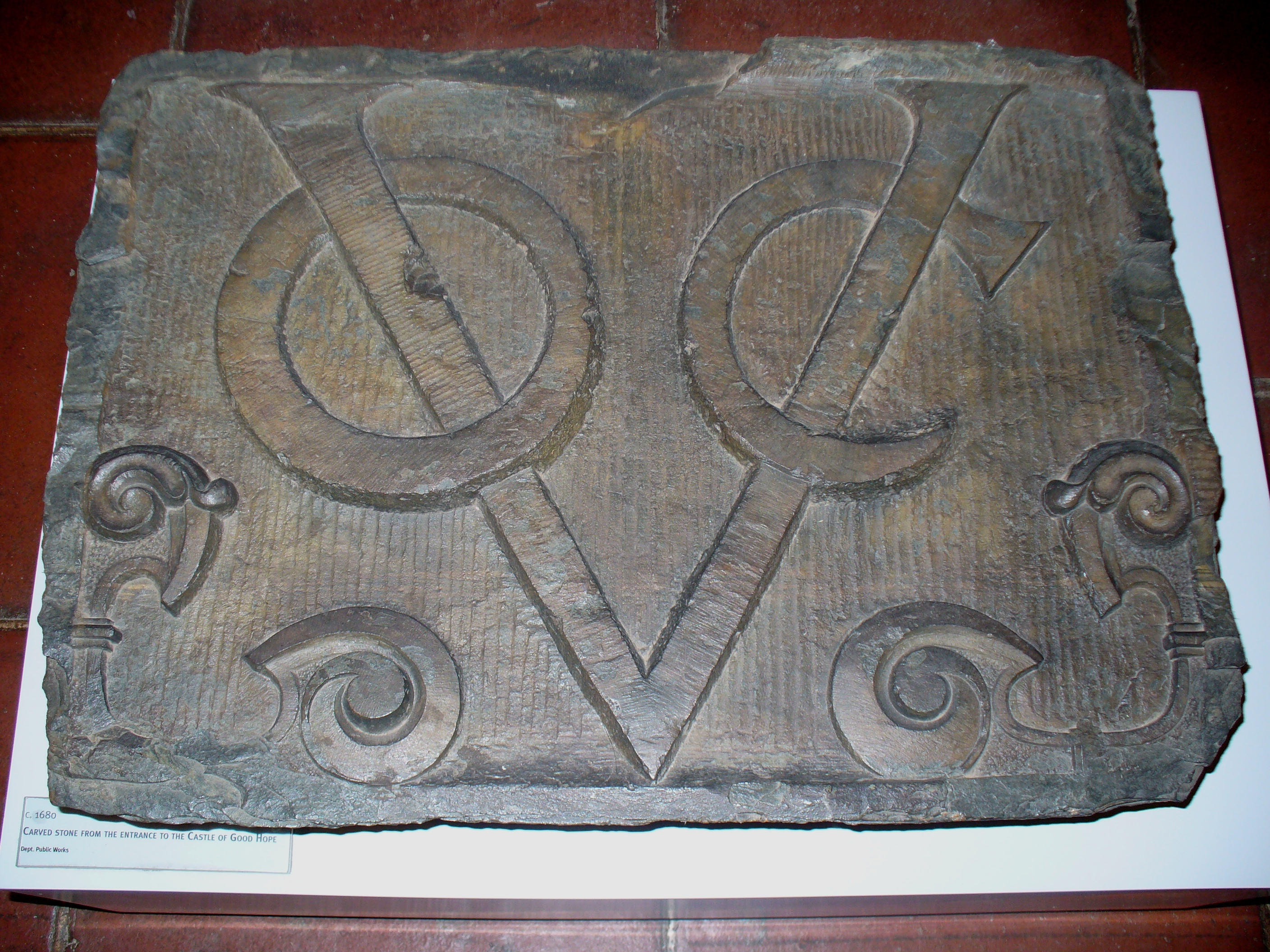
Dekplaat van leisteen uit de poort van het Kasteel

De hoofdingang bevond zich oorspronkelijk tegenover de zee, tussen de bastions Buren en Catzenellenbogen. Omdat bij stormvloed de golven van die zee soms tot aan deze poort kwamen, werd hij in 1682 verplaatst naar zijn huidige positie tussen de bastions Buren en Leerdam. De decoratieve, leistenen dekplaten werden hierbij herbruikt en daarnaast werd de nieuwe ingang verfraaid door een klokkentoren, gebouwd omstreeks 1684. Volgens de Zuid-Afrikaanse architectuurhistoricus Hans Fransen is het ontwerp van deze klokkentoren gebaseerd op de Groothoofdspoort in Dordrecht. De oorspronkelijke klok, de oudste in Zuid-Afrika, is gegoten in Amsterdam in 1697 door Claude Fremy, een leerling van de Hemonys en weegt 300 kg. Deze werd gebruikt om de uren aan te duiden en burgers te waarschuwen in geval van gevaar en kon 10 km ver gehoord worden. Ze werd ook geluid om inwoners en soldaten op te roepen voor belangrijke aankondigingen. Op de fries van de ingang zijn de wapens van de zes kamers van de VOC te zien (van links naar rechts Hoorn, Delft, Amsterdam, Middelburg, Rotterdam en Enkhuizen) geflankeerd door twee VOC monogrammen met daarboven een gebroken timpaan met daarin Nederlandse leeuw en erboven een kroon. Het is, volgens Fransen, het enige zeventiende-eeuwse voorbeeld van Hollands classicisme in Zuid-Afrika. Het werd onlangs gerestaureerd door Gary Rosema, zelf van Nederlandse afkomst, waarbij vast kwam te staan dat de gebruikte leisteen afkomstig is van Robbeneiland. Om het beeldhouwwerk beter te kunnen conserveren is het vervangen door een replica.

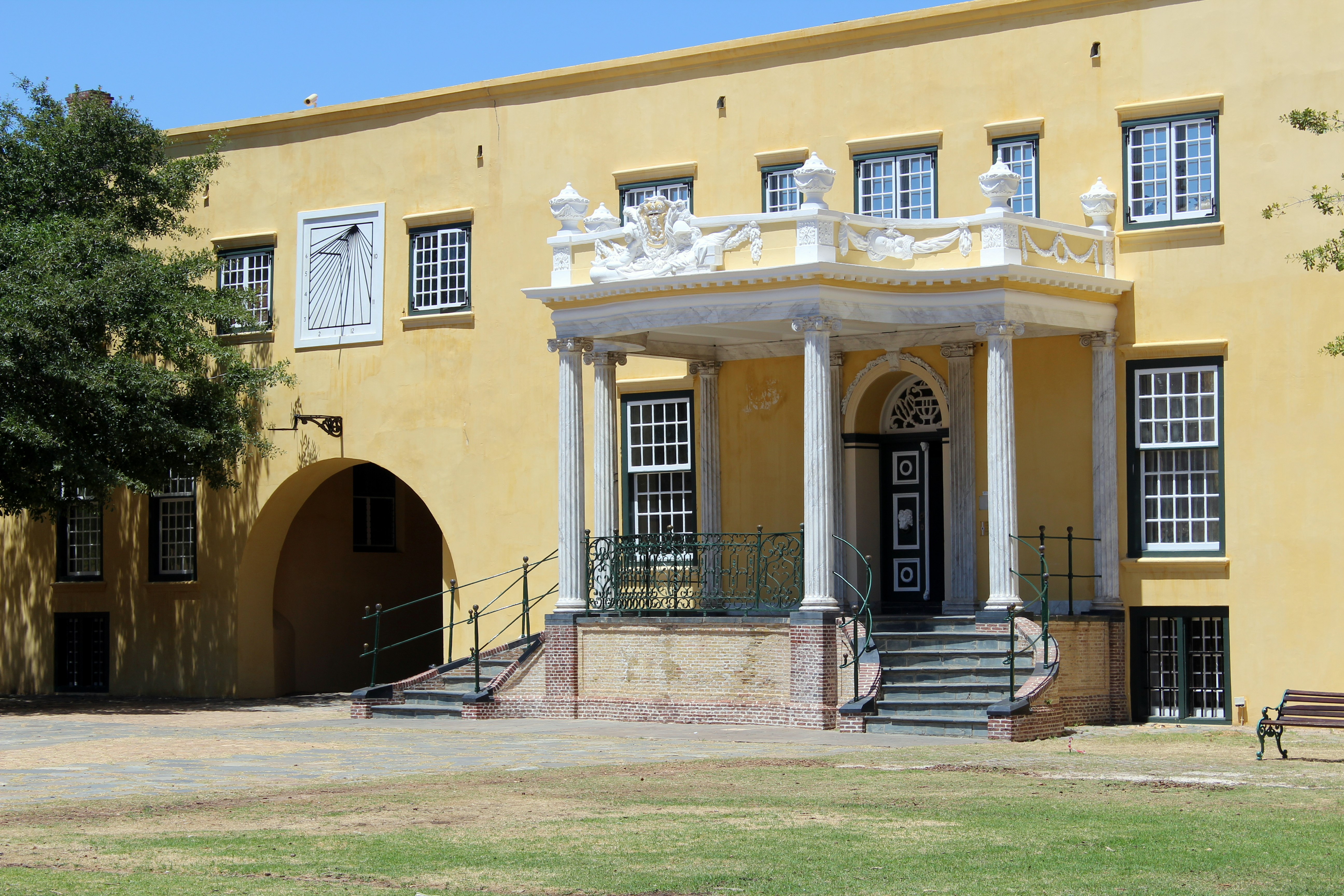
Katbalkon

Binnen de muren van het Kasteel waren onder andere een kerk, een bakkerij, werkplaatsen, woonkwartieren, winkels, cellen en een verscheidenheid aan andere faciliteiten. De gele verf op de muren was gekozen aan de hand van haar vermogen om hitte en felle zonneschijn te verminderen. In 1691 werd de zogenaamde katmuur gebouwd, die de binnenhof van het kasteel in tweeën deelt. Deze verdeling is gedaan om inwoners te beschermen in het geval van een aanval. Tegen deze dikke muur verrezen later verschillende gebouwen, waaronder, aan de noordzijde, tegenover de hoofdingang, de gouverneurswoning. Deze woning met zijn statige zalen is toegankelijk via het zogenaamde Katbalkon (zie afbeelding links), genoemd naar de scheidingsmuur. Dit bordes is gebouwd tijdens het gouverneurschap van Cornelis Jacob van der Graaff (1785-1791) ter vervanging van een oudere exemplaar uit 1695. De borstwering is versierd met het wapen van de Republiek met aan weerszijden daarvan baby's voorstellende Mercurius en Neptunus met verschillende trofeeën. Dit reliëf is vrijwel zeker van de hand van de uit Duitsland afkomstige beeldhouwer Anton Anreith, die een werkplaats bezat in het fort. Het ontwerp van het bordes zelf wordt toegeschreven aan Louis Michel Thibault, hoewel barok niet echt zijn voorkeur had. Van het bordes zijn aankondigingen gedaan aan soldaten, slaven en burgers van de Kaap.

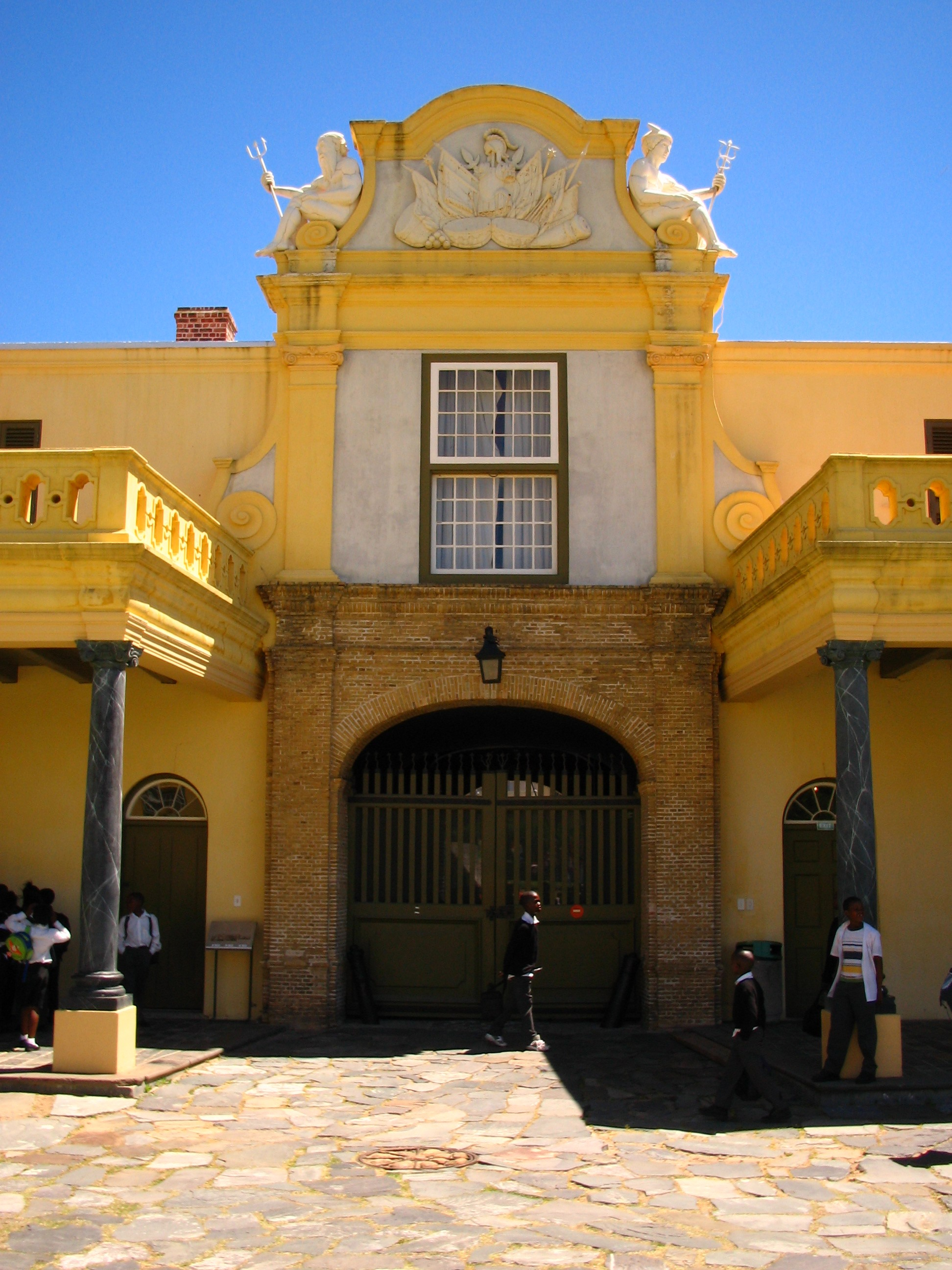
Gevel binnenzijde hoofdingang, 2007

De gebeeldhouwde teak deuren van de gouverneurswoning bevat een bovenlicht in de vorm van een gestileerde urn. Hoewel deze deur neoclassicistisch van vorm is, wordt hij eveneens toegeschreven aan Anton Anreith. In de jaren 1780 werden de Dolfijn-fontein en de militaire gevangenis (ontworpen door Thibaut) aangelegd. Uit deze periode stamt ook de gevel aan de binnenkant van de hoofdingang (zie afbeelding rechts). Het is een pilastergevel met aan weerszijden voluten met daarop een vrij hoge kap, versierd met een hoogreliëf met militaire trofeeën, geflankeerd door een oudere Neptunus (links) en Mercurius (rechts), die mogelijk ook door Anreith gemaakt zijn. De leeuwen buiten het fort, aan de Parade, zijn van later datum. De Engelsen verhoogden de gehele buitenmuur, inclusief bastions, met een bakstenen laag. Eind negentiende eeuw werd het fort, door de inzet van Marie Koopmans-de Wet, gerestaureerd.

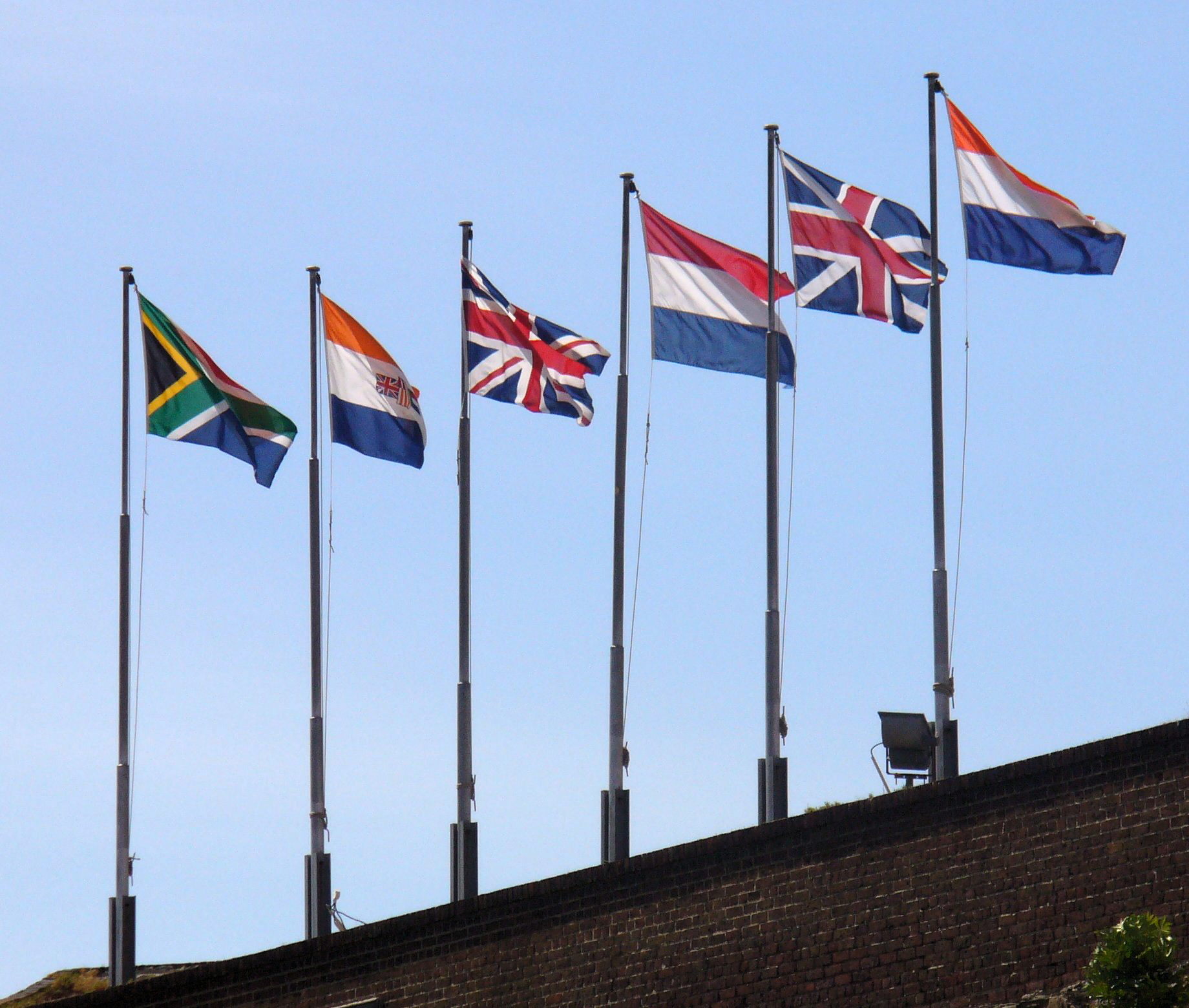
Vlaggen op Kasteel de Goede Hoop. V.r.n.l.: Prinsenvlag, Union Flag, 'Bataafse' vlag, Union Jack, oude vlag en huidige vlag van Zuid-Afrika

In 1936 werd Kasteel de Goede Hoop tot nationaal monument verklaard. In maart 1964 kocht de Zuid-Afrikaanse regering de beroemde William-Fehrverzameling, bestaande uit historische schilderijen en antieke meubelen, betrekking hebbend op de Kaap van Goede Hoop, en bracht deze onder in de voormalige gouverneurswoning van het Kasteel. Als gevolg van een uitgebreid restauratieproces hetwelk in de jaren 80, onder leiding van G.T. Fagan, van start is gegaan, is het Kasteel de Goede Hoop het best bewaarde fort van zijn soort dat gebouwd is door de VOC. Kasteel de Goede Hoop was het plaatselijke hoofdkwartier van de Zuid-Afrikaanse Weermacht in de West-Kaap, en huisvest het Kasteel Militaire Museum en ceremoniële faciliteiten voor traditionele Kaapse Regimenten.